# Hyperolius major
Hyperolius major är en groddjursart som beskrevs av Laurent 1957. Hyperolius major ingår i släktet Hyperolius och familjen gräsgrodor. IUCN kategoriserar arten globalt som livskraftig. Inga underarter finns listade i Catalogue of Life.